# St. Margaretha (Irfersdorf)

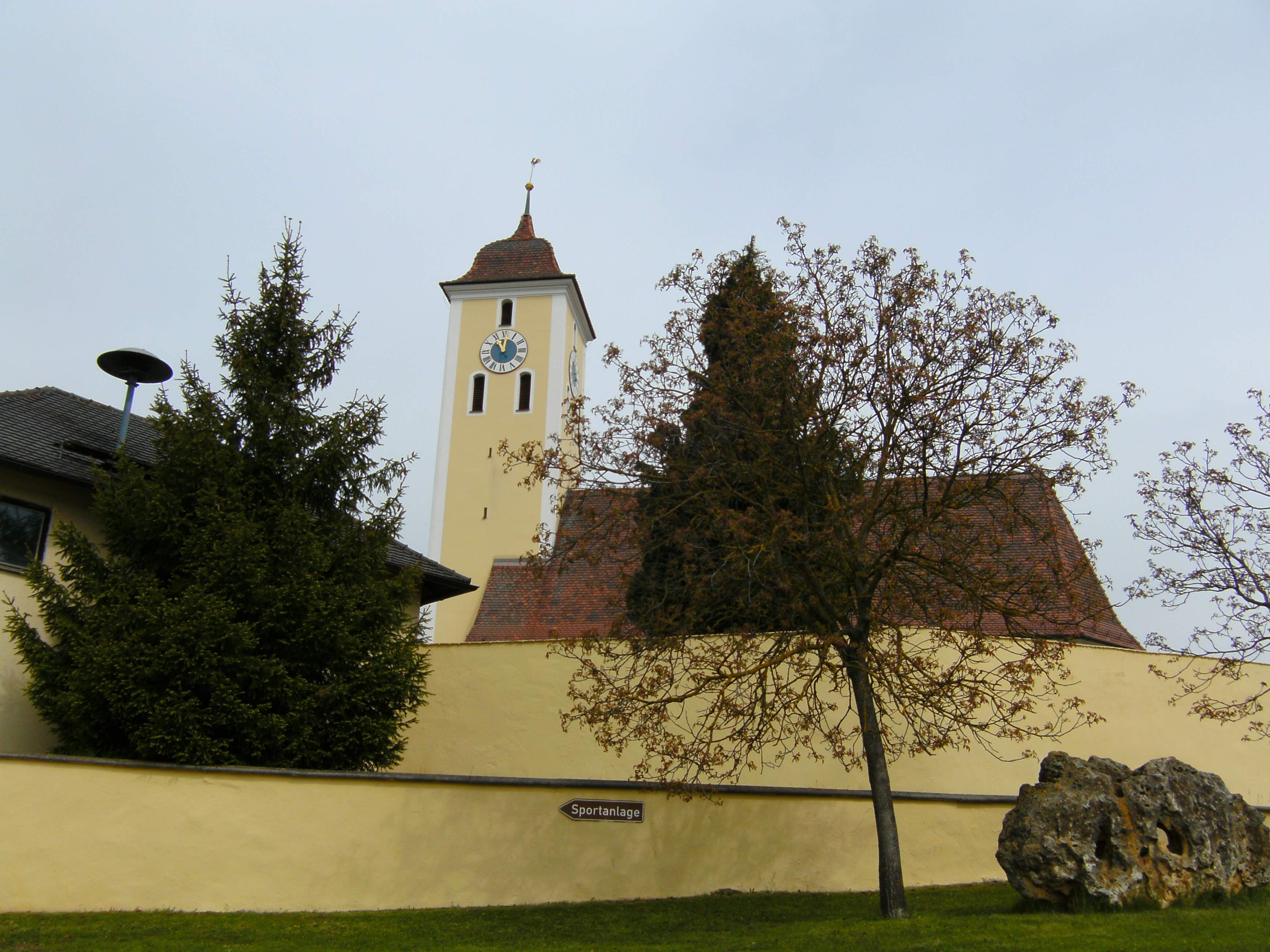
Pfarrkirche St. Margaretha Irfersdorf

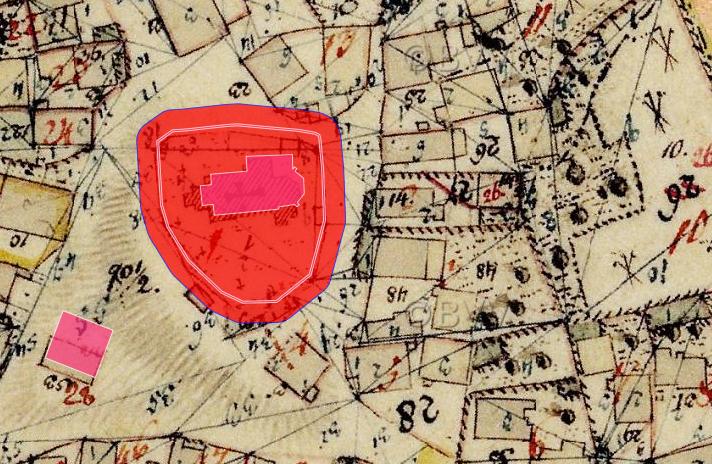
Lageplan von St. Margaretha (Irfersdorf) auf dem Urkataster von Bayern

Die römisch-katholische Pfarrkirche St. Margaretha ist eine ehemalige Wehrkirche in Irfersdorf, einem Ortsteil der Stadt Beilngries im oberbayerischen Landkreis Eichstätt.

## Beschreibung
Der Ort ist vermutlich schon 895 an den Bischof von Eichstätt gekommen. Die heutige St. Margareta geweihte katholische Pfarrkirche von Irfersdorf war ursprünglich eine Wehrkirche mit Friedhofsbefestigung. Sie steht unter Denkmalschutz (Nummer D-1-76-114-121). 
Ebenso wird sie als Bodendenkmal unter der Aktennummer D-1-7034-0207 im Bayernatlas als „mittelalterliche und frühneuzeitliche Befunde im Bereich der Kath. Pfarrkirche St. Margaretha“ geführt. Nach der Denkmalliste umfasst der Komplex die Saalkirche mit Steildach, 1437 vollendet und ein Langhaus, das 1703 und 1715/16 barockisiert wurde. Das Turmobergeschoss stammt von 1766.
Im Innern findet sich Stuck von 1730 mit Deckengemälde von Sebastian Wirsching 1880 (1969 umgestaltet), ein viersäuliger barocker Hochaltar von 1700 mit drei spätgotischen Figuren (1470/80) mit Figuren der Eichstätter Diözesan-Heiligen Willibald und Walburga von 1510/20 (aus Kirchbuch), einem Rokoko-Tabernakel und zweisäuligen Seitenaltären von 1703.  Auf dem linken findet sich eine ausdrucksstarke Madonnenfigur um 1500. Erwähnenswert sind weiter eine  Kanzel im „byzantinischen“ Stil von 1856, mittelalterliche Sakramentsnische, Taufstein aus Jurakalk von 1730, Rokoko-Orgelgehäuse, Der Turm über dem Friedhofseingang ist bereits 1687 abgängig.
Die Friedhofskapelle ist eine kleine Barockanlage mit spätgotischer Ölberggruppe aus vier Figuren (1490/1510; 1998–2000 renoviert). Das Friedhofskruzifix ist mit lebensgroßer Christus-Holzfigur versehen und stammt aus um 1700.